# Phryganea inconspicua
Phryganea inconspicua là một loài Trichoptera trong họ Leptoceridae. Chúng phân bố ở miền Cổ bắc.